# دان کوهان
دان کوهان (انگلیسی: Don Cohan; ۲۴ فوریهٔ ۱۹۳۰ – ۲۰ اکتبر ۲۰۱۸) ورزشکار اهل ایالات متحده آمریکا بود.
وی در مسابقات کشوری و بین‌المللی در مجموع برندهٔ ۱ مدال برنز شده‌است.